# Camptosema sanctae-barbarae
Camptosema sanctae-barbarae là một loài thực vật có hoa trong họ Đậu. Loài này được Taub. miêu tả khoa học đầu tiên.